# 아인트라흐트 프랑크푸르트
아인트라흐트 프랑크푸르트 e.V.(독일어: Eintracht Frankfurt e.V.)는 독일 헤센주 프랑크푸르트 암 마인을 근거로 하는 스포츠 클럽으로, 독일 축구 리그 시스템상 최상위 리그인 분데스리가에 속한 축구팀중에서 가장 잘 알려져 있다.
1899년 설립되었으며 독일 리그 우승 1회, DFB-포칼 4회, UEFA 유로파리그 1회 우승을 기록하였다. 1925년을 기점으로, 아인트라흐트 프랑크푸르트의 홈 구장은 발트슈타디온으로, 2005년 7월 1일부터 스폰서쉽 계약에 따라 도이체 방크 파르크로 불리고 있다. 또한 대한민국 차범근 전 감독이 뛰었던 팀으로도 유명하다.

## 역사

### 클럽의 기원
아인트라흐트 프랑크푸르트의 기원은 1899년으로 거슬러 올라간다: 프랑크푸르터 푸스발-클룹 빅토리아 폰 1899 (Frankfurter Fußball-Club Viktoria von 1899) 과 프랑크푸르터 푸스발-클룹 키커스 폰 1899 (Frankfurter Fußball-Club Kickers von 1899) 은 프랑크푸르트 역사의 시점으로 정의된다. 두 클럽은 모두 1909년 노르트 크라이스리가 (Nordkreisliga)의 창립멤버들이었다. 이 두팀은 1911년 5월에 프랑크푸르터 푸스발 페어라인 (키커스-빅토리아) (Frankfurter Fußball Verein (Kickers-Viktoria) ) 로 통합되었고, 이들 두 클럽의 통합은 1912년과 1914년에 노르트크라이스리가 우승과 남부 독일 챔피언쉽 진출이라는 성공을 안겼다. 이후 프랑크푸르터 FV (Frankfurter FV) 가 체조 클럽 프랑크푸르터 툰게마인데 폰 1861 (Frankfurter Turngemeinde von 1861) 과 합병되어 1920년에 TuS 아인트라흐트 프랑크푸르트 폰 1861 (TuS Eintracht Frankfurt von 1861) 이 되었다.

### 분데스리가 이전의 역사
당시 독일의 스포츠계는 국가 체조단체가 가장 큰 자리를 차지하고 있었고, 스포츠 협회의 압제를 받으며, 체조와 축구 클럽은 다시 1927년에 툰게마인데 아인트라흐트 프랑크푸르트 폰 1861 (Turngemeinde Eintracht Frankfurt von 1861) 과 슈포르트게마인데 아인트라흐트 프랑크푸르트 (FFV) 폰 1899 (Sportgemeinde Eintracht Frankfurt (FFV) von 1899) 로 나뉘었다.
1920년대말과 1930년대초 사이 아인트라흐트는 다수의 지역 챔피언쉽을 우승하였는데, 처음에는 노르트마인 크라이스리가 (Kreisliga Nordmain), 그 후에는 마인 베치어크스리가 (Main Bezirksliga), 나중에는 마인-헤센 베치어크스리가 (Bezirksliga Main-Hessen) 우승을 거두었다. 1930년과 1931년에 국가대회의 8강에서 탈락한 뒤, 프랑크푸르트는 1932년에 국가대회 결승전에 올랐으나 FC 바이에른 뮌헨에게 0-2로 완패하며 뮌헨의 첫 독일 챔피언쉽 우승을 헌납하였다. 1933년, 독일 축구는 제3제국에 의해 16개의 가울리가로 정비되었고, 프랑크푸르트는 남서부 가울리가 (Gauliga Südwest) 에 속하였고, 꾸준히 상위권 순위를 기록하였으며 1938년에는 우승도 경험하였다.
제2차 세계대전 후, 프랑크푸르트는 남부 오버리가 (Oberliga Süd)에서 강자 자리를 확고히 하였고, 1953년과 1959년에 우승하였다. 클럽의 역사상 최고의 성공은 지역 라이벌 키커스 오펜바흐를 5-3으로 이기고 2번째 우승을 거두며 달성하였다. 이후 이어지는 1960년 유러피언컵에서 아인트라흐트는 결승전까지 올랐으나, 레알 마드리드 CF에 3-7로 패하였다. 이 경기는 역대 최고의 경기들 중 하나로 꼽힌다.

### 분데스리가 출범과 그 이후
분데스리가가 출범 이전까지 우수한 성적을 거둔 프랑크푸르트는 1963년에 출범한 분데스리가 원년멤버 16팀들 중 하나가 되었다. 아인트라흐트는 분데스리가에 33시즌간 잔류하였는데, 이동안 프랑크푸르트는 주로 상위권 성적을 거두었다. 프랑크푸르트의 역대 최고 선적은 3위로 5번 기록하였다. 이 중 1991-92 시즌에는 우승 팀 VfB 슈투트가르트와 승점 2점차였다.
하지만 여러차례 강등 위기를 모면하기도 하였다. 1983-84 시즌, 프랑크푸르트는 MSV 뒤스부르크와의 플레이오프에서 합계 6-1로 이겼고, 1988-89 시즌에는 1. FC 자르브뤼켄을 플레이오프에서 합계 4-1로 꺾으며 간신히 잔류하였다. 결국 아인트라흐트는 1996-97 시즌에 처음으로 2. 분데스리가에 강등되었다. 같은 해, 1. FC 카이저슬라우테른도 강등되었는데, 이들 두 팀 모두 당시 분데스리가 출범 원년 멤버들 중에는 1부리그에만 잔류하던 네 클럽들 중 두 클럽이었다.
비록 1998-99 시즌에 다시 강등위기가 왔으나, 디펜딩 챔피언 1. FC 카이저슬라우테른을 5-1로 꺾고, 동시간대에 1. FC 뉘른베르크가 홈에서 일격을 당한 덕에 아인트라흐트는 강등을 피할 수 있었다. 바로 다음 해에도 강등 위기에 처하였는데, 재정 상태 불량으로 독일 축구 협회로부터 승점 2점을 "삭감" 당하기도 했으나 마지막 라운드에서 SSV 울름 1846을 꺾고 간신히 잔류에 성공하였다. 재정난은 2003-04 시즌에도 닥쳤고, 결국 또다시 강등되었다.
1997년을 기점으로, 아인트라흐트는 1부리그와 2부리그 사이를 오르락 내리락하였다.
2010-11 시즌, 아인트라흐트는 유럽 내에서 평균 관중수 16위를 기록하였는데, 이는 SSC 나폴리, 리버풀 FC, 아틀레티코 마드리드보다 더 높은 수치였다.
2010-11 시즌은 프랑크푸르트의 네 번째 강등으로 종료되었다. 비록 전반기 구단의 최다 승점 기록을 넘어섰으나, 후반기에는 졸전을 거듭하였다. 7경기 연속 무득점으로 마감한 뒤, 보드진은 스키베 감독의 역량에 의문을 가지기 시작하였다. 이후 다음 경기에 승리를 거두었으나, 스키베는 경질되었고, 그 자리를 크리스토프 다움이 차지하였다. 감독 교체는 성공적이지 못하였고, 아인트라흐트는 최종 7경기 중 3경기를 비겼고, 최종일에 강등이 확정되었다.
1년 뒤, 아인트라흐트 프랑크푸르트는 알레마니아 아헨을 32라운드에서 3-0 완승을 거두고 2. 분데스리가의 2011-12 시즌을 2위로 끝마치면서 다시 분데스리가에 승격되었다.

### 국제대회에서의 성공
아인트라흐트 프랑크푸르트는 국제대회에서 큰 성공을 거두었다. 아인트라흐트는 1960년 5월 18일, 햄던 파크의 127,621명의 관중 앞에서 레알 마드리드 CF와의 유러피언컵 결승전에서 3-7로 패한 것으로 알려져 있다. 이 경기는 유럽대항전 경기들 중에서 가장 많은 화제를 모은 경기들 중 하나로 레알 마드리드의 알프레도 디 스테파노가 3골, 푸슈카시 페렌츠가 4골을 득점하였다.
1967년, 프랑크푸르트는 결승전에서 FK 인터 브라티슬라바를 꺾고 인터토토컵 우승을 거두었다.
1973-74 시즌, 1974-75 시즌, 1980-81 시즌, 그리고 1987-88, 프랑크푸르트는 DFB-포칼 우승을 거두었고, 1979-80 시즌에는 다른 독일팀 보루시아 묀헨글라트바흐를 꺾고 UEFA컵 우승을 거두었다. 최근, 아인트라흐트는 2005-06 시즌에 DFB-포칼 준우승을 거두었다. 당시 상대는 FC 바이에른 뮌헨으로 이 해에 분데스리가 우승도 거두어 이미 UEFA 챔피언스리그 진출권을 확보한 상태였다. 그에 따라 아인트라흐트는 컵 우승 팀 자격으로 UEFA컵 진출권을 획득하였으나, 조별 리그 탈락에 그쳤다.

## 유니폼, 문양, 별명
클럽의 문양은 프랑크푸르트 암 마인의 휘장에서 유래하였으며, 이는 13세기의 머리 한개짜리 제국 독수리에서 유래하였다.

아인트라흐트의 문양은 시의 휘장에서 유래하였다

이 문양은 시간이 지나면서 서서히 변경되었으며, 1980년까지 별로 큰 변화가 없었으나, 이후 흑백으로 된 독수리가 클럽의 문양으로 도입되었다. 창단 100주년을 맞은 1999년에 클럽 보드진은 전통적으로 사용되는 독수리 문양을 다시 도입하기로 결정하였다. 2006년을 기점으로 인근 하나우 동물원 소속의 황금 독수리인 아틸라 (Attila)는 아인트래흐트의 살아있는 마스코트로, 서포터들 사이에서 큰 인기를 얻고 있다.
공식적인 유니폼의 색상은 적색, 흑색, 그리고 백색이며, 백색은 창단 클럽인 프랑크푸어터 FC 빅토리아 (Frankfurter FC Viktoria) 와 프랑크푸어터 FC 키커스 (Frankfurter FC Kickers)에서 유래하였고, 이들은 각각 적색과 백색 흑색으로 상징되었다. 적색과 백색은 시 휘장의 색상이기도 하며, 흑색과 백색은 프로이센의 휘장으로 사용된 색상이다. 클럽의 합병 당시, 보드진들은 양쪽의 색상을 모두 도입하기로 합의하였다. 지역 라이벌 키커스 오펜바흐가 적색과 백색을 사용함에 따라 아인트라흐트 (Eintracht)는 이 색상을 쓰지 않고, 흑색 적색이나 흑색과 백색을 사용하게 되었다.
클럽의 별칭은 독수리 (Die Adler)이며, 이는 문장에서 유래하였다. 이 별명은 현재까지도 SGE(Sport gemeinschaft Eintracht (Frankfurt) 로 대략 체육 사회 연합으로 해석된다.) 팬들 사이에서 널리 통용된다.
또다른 별명인 변덕스러운 디바 (Launische Diva)는 1990년대 초반의 언론에서 사용되었는데, 이는 팀이 강호들을 쉽게 이기나 약체들한테는 충격패를 당하는데에서 유래하였다. 이 별명은 회장의 미심쩍은 행동 (예를 들어, 헝가리의 슈퍼 스타 데타리 러요스 선수의 이적료 기록을 세우는데 실패한 것) 에서도 유래하였다. 현 헤리베어트 브루히하겐 회장 하에선 이러한 과거의 행위는 없어진 것으로 평가되고 있다.

## 주요 성적

### 국내
- 독일 챔피언쉽 / 분데스리가
  - 우승 (1): 1959
  - 준우승: 1932
- DFB-포칼
  -  우승 (5): 1973-74, 1974-75, 1980-81, 1987-88, 2017-18
  - 준우승: 1963-64, 2005-06, 2016-17, 2022-23
- 2. 분데스리가
  - 우승 (1): 1997–98
  - 준우승: 2011–12

### 국제
- UEFA 챔피언스리그 / 유러피언컵
  - 준우승: 1959-60
- UEFA 유로파리그 / UEFA컵
  - 우승 (2): 1979-80, 2021-22
- UEFA 인터토토컵
  - 우승 (1): 1966-67

## 선수 명단

### 현재 선수 명단
2025년 8월 3일 기준
참고: FIFA 자격 규정에 따라 소속된 국가대표팀 국기를 표시합니다. 선수는 복수의 FIFA 비회원국 국적을 가지고 있을 수 있습니다.
| 번호 | 포지션 | 국적     | 이름                        |
| ---- | ------ | -------- | --------------------------- |
| 1    | GK     |          | 케빈 트라프 (주장)          |
| 2    | DF     |          | 엘리아스 바움               |
| 3    | DF     |          | 아르튀르 테아트             |
| 4    | DF     |          | 로빈 코흐                   |
| 5    | DF     |          | 오렐 아멘다                 |
| 6    | MF     |          | 오스카 호일룬               |
| 7    | MF     |          | 안스가르 크나우프           |
| 8    | MF     | 알제리   | 파레스 샤이비               |
| 9    | FW     |          | 조나탕 부르카르트           |
| 11   | FW     |          | 위고 에키티케               |
| 13   | DF     |          | 라스무스 크리스텐센         |
| 15   | MF     |          | 엘리에스 스키리             |
| 16   | MF     |          | 후고 라르센                 |
| 17   | FW     |          | 엘리예 와히                 |
| 18   | MF     | 시리아   | 마흐무드 다후드             |
| 19   | MF     |          | 장 마테오 바호야            |
| 21   | DF     |          | 너새니얼 브라운             |
| 22   | DF     |          | 티모시 챈들러               |
| 23   | MF     |          | 리스트에슈 크리스티안       |
| 24   | DF     | 포르투갈 | 아우렐리우 부타             |
| 26   | MF     |          | 에리크 주니오르 디나 에빔베 |

| 번호 | 포지션 | 국적       | 이름                   |
| ---- | ------ | ---------- | ---------------------- |
| 27   | MF     |            | 마리오 괴체            |
| 29   | DF     |            | 닐 은쿤쿠              |
| 30   | FW     |            | 미키 바추아이          |
| 31   | MF     |            | 팩스턴 에런슨          |
| 33   | GK     |            | 옌스 그랄              |
| 34   | DF     |            | 남디 콜린스            |
| 35   | DF     |            | 투타                   |
| 37   | MF     |            | 예레미야 말루즈        |
| 38   | MF     |            | 에부 베키르 이슈       |
| 40   | GK     |            | 카우앙 산토스          |
| 41   | DF     | 말리       | 푸세니 둠비아          |
| 42   | MF     | 튀르키예   | 잔 우준                |
| 44   | DF     | 에콰도르   | 다비스 바우티스타      |
| 45   | MF     |            | 마빈 딜스              |
| 47   | MF     |            | 페뇨 노아              |
| 48   | FW     |            | 주니오르 아우시 보디엔 |
| 49   | DF     |            | 데릭 보아키 오세이     |
| 50   | FW     |            | 알레산드로 가울 소자   |
| —    | DF     | 크로아티아 | 흐르보예 스몰치치      |
| —    | FW     |            | 제시크 은간캄          |

### 임대 선수 명단
참고: FIFA 자격 규정에 따라 소속된 국가대표팀 국기를 표시합니다. 선수는 복수의 FIFA 비회원국 국적을 가지고 있을 수 있습니다.
| 번호 | 포지션 | 국적     | 이름                                        |
| ---- | ------ | -------- | ------------------------------------------- |
| —    | GK     | 알바니아 | 시몬 시모니 (1. FC 카이저슬라우테른로 임대) |

| 번호 | 포지션 | 국적 | 이름 |
| ---- | ------ | ---- | ---- |

## 역대 감독
- 존 (1919)
- 퀴르슈너 이지도르 (1921 ~ 22)
- 모리스 패리 (1925 ~ 26)
- 발터 디트리히 /  프리츠 에글리 (1926 ~ 27)
- 구스타프 비저 (1927 ~ 28)
- 파울 오스발트 (1928 ~ 33)
- 빌리 슈프렝 (1933 ~ 35)
- 파울 오스발트 (1935 ~ 38)
- 오토 보어 (1939)
- 서보 페터르 (1939 ~ 41)
- 빌리 린트너 (1941)
- 서보 페터르 (1942 ~ 43)
- 빌리 파이퍼 (축구인) (1945)
- 제프 헤르베르거 (1945 ~ 46)
- 에밀 멜허 (1946 ~ 47)
- 빌리 트레믈 (1947 ~ 48)
- 베언하트 켈러호프 (1948)
- 발터 홀슈타인 (1949 ~ 50)
- 쿠어트 빈트만 (1950 ~ 56)
- 아돌프 파테크 (1956 ~ 58)
- 파울 오스발트 (1958 ~ 64)
- 이비차 호르바트 (1964 ~ 65)
- 엘레크 슈와츠 (1965 ~ 68)
- 에리히 리베크 (1968 ~ 73)
- 디트리히 바이제 (1973 ~ 76)
- 한스 디터 로스 (1976)
- 로란트 줄러 (1976 ~ 77)
- 위르겐 그라보프스키 (1977)
- 데트마어 크라머 (1977 ~ 78)
- 오토 네플러 (1978)
- 우도 클루크 (1978 ~ 79)
- 프리델 라우슈 (1979 ~ 80)
- 로타어 부흐만 (1980 ~ 82)
- 헬무트 제네코비치 (1982)
- 브란코 제베츠 (1982 ~ 83)
- 클라우스 망크C (1983)
- 디트리히 바이제 (1983–86)
- 티모 찬라이터 (1986–87)
- 칼-하인츠 펠트캄프 (1987 ~ 88)
- 체르너이 팔 (1988)
- 외어흐 베어거 (1988–91)
- 드라고슬라프 스테파노비치 (1991 ~ 93)
- 호어스트 헤세 (1993)
- 클라우스 토프묄러 (1993–94)
- 찰리 쾨어벨 (1994)
- 유프 하인케스 (1994–95)
- 찰리 쾨어벨 (1995–96)
- 드라고슬라프 스테파노비치 (1996)
- 루돌프 보머 (1996)
- 호어스트 에어만트라우트 (1997 ~ 98)
- 베언하트 리퍼트 (1998)
- 라인홀트 판츠 (1998 ~ 99)
- 외어흐 베어거 (1999)
- 펠릭스 마가트 (1999 ~ 2001)
- 롤프 도멘 (2001)
- 프리델 라우슈 (2001)
- 마틴 안더마트 (2001 ~ 02)
- 아르민 크라츠 (2002)
- 빌리 라이만 (2002 ~ 04)
- 프리트헬름 풍켈 (2004 ~ 09)
- 미하엘 스키베 (2009 ~ 11)
- 크리스토프 다움 (2011)
- 아르민 페 (2011 ~ 14)
- 토마스 샤프 (2014 ~ 15)
- 아르민 페 (2015 ~ 16)
- 니코 코바치 (2016 ~ 18)
- 아돌프 휘터 || 2018 ~ 2021
- 올리퍼 글라스너 || 2021 ~ 2023
- 토프묄러 || 2023 ~

## 같이 보기
- 선 익스프레스 - (항공기에 도장)